# Anna Maria Dur
Anna Maria Dur, auch Anne-Marie Dur, ist eine niederländische Lied-, Konzert- und Opernsängerin in der Stimmlage Mezzosopran und Gesangspädagogin. Sie ist seit 2002 Professorin an der Staatlichen Hochschule für Musik und Darstellende Kunst Mannheim.

## Werdegang
Dur studierte am Conservatoire royal de Bruxelles und am Sweelinck Conservatorium, Belcanto-Gesang bei Christina Deutekom in Amsterdam und bei Giulietta Simionato und Salvatore Campogalliani (Accademia Teatrale Francesco Campogalliani in Mantua).
Sie wurde mit Preisen bei internationalen Wettbewerben ausgezeichnet und erhielt den Musik-Begabtenförderungs-Preis des Niederländischen Kultusministeriums.

## Rollenfach
Zunächst sang sie Partien im Barockrepertoire unter René Jacobs, Ton Koopman, Jos van Immerseel und Philippe Herreweghe und im lyrischen Fach.
Im dramatischen Mezzofach sang sie Venus (Tannhäuser), Ortrud (Lohengrin), Kundry (Parsifal), Brangäne (Tristan und Isolde), Klytämnestra (Elektra), Herodias (Salome), Eboli (Don Carlos), Azucena (Il trovatore) und Amneris (Aida), Santuzza (Cavalleria rusticana). 
Anna Maria Dur gastierte als Solistin an mehr als 60 Opernbühnen in Europa und konzertierte im Konzertbereich u. a. mit dem Gewandhausorchester Leipzig, Concertgebouw Orchester Amsterdam und Orquesta Nacional de Madrid.
Einladungen erhielt sie bei europäischen Festspielen, so in Paris, Madrid, Flandern (Belgien) und Salzburg.  Sie war bei den Salzburger Festspielen 2016 in der Oper The Exterminating Angel von Thomas Adès in der Rolle der Camilla zu hören. In Hans Werner Henzes Oper The Bassarids bei den Salzburger Festspielen 2018 sang sie die Rolle der Amme Beroe. Sie habe „ihrer Figur den seelisch zermürbten Klang auswegloser Demut“ verliehen, so die Operkritik in der FAZ.